# Фабрицио Романо
Фабрицио Романо е италиански спортен журналист и инфлуенсър.[източник? (Поискан преди 30 дни)]

## Ранен и личен живот
Романо е роден в Неапол на 21 февруари 1993 г. Завършва Университета „Католика дел Сакро Куоре“ в Милано. Той владее английски, испански и италиански. Романо е фен на клуба от Лондон „Уотфорд“. Има син, роден през 1995 г.